# Oliver Bleddyn
Oliver Bleddyn (27 gennaio 2002) è un pistard e ciclista su strada australiano, che corre per l'Atom 6 Bikes - Decca Continental Team.

## Palmarès

### Pista
- 2018

Campionati oceaniani, Americana Juniores (con Graeme Frislie)
Campionati oceaniani, Inseguimento a squadre Juniores (con Bill Simpson, Graeme Frislie e Kael Thomas)
- 2019

Campionati oceaniani, Inseguimento a squadre Juniores (con Bill Simpson, Graeme Frislie e Kael Thomas)
- 2022

Campionati oceaniani, Inseguimento a squadre (con Graeme Frislie, Conor Leahy, James Moriarty e Josh Duffy)
Adelaide Track League (Adelaide), Scratch
Cambridge Classic #1, Americana (Cambridge, con Blake Agnoletto)
Cambridge Classic #2, Americana (Cambridge, con Blake Agnoletto)
- 2023

Adelaide Track League (Adelaide), Corsa a punti
Campionati australiani, Inseguimento a squadre (con Leo Zimmermann, Wil Holmes e Angus Miller)
Campionati oceaniani, Inseguimento a squadre (con Blake Agnoletto, Josh Duffy e Conor Leahy)
Campionati oceaniani, Americana (con Blake Agnoletto)
- 2024

Giochi olimpici, Inseguimento squadre (con Sam Welsford, Conor Leahy e Kelland O'Brien)
Campionati australiani, Americana (con Zachary Marriage

### Strada
- 2020 (Juniores)

Dog Hill Road Race Baldivis

#### Altri successi
- 2025 (Atom 6 Bikes - Decca Continental Team)

3ª tappa Tour of Tasmania (Latrobe > Latrobe)

## Piazzamenti

### Competizioni mondiali
- Campionati del mondo su pista

Glasgow 2023 - Inseguimento a squadre: 4º
Glasgow 2023 - Inseguimento individuale: 7º
- Giochi olimpici

Parigi 2024 - Inseguimento a squadre: vincitore

### Competizioni continentali
- Campionati oceaniani su strada

Brisbane 2022 - Cronometro under-23: 7º
Brisbane 2022 - Gara in linea elite: ritirato
Brisbane 2023 - Cronometro Under-23: 3º
Brisbane 2023 - Gara in linea elite: 58ª
- Campionati oceaniani su pista

Adelaide 2018 - Inseguimento individuale junior: 2º
Adelaide 2018 - Inseguimento a squadre junior: vincitore
Adelaide 2018 - Americana junior: vincitore
Invercargill 2019 - Inseguimento a squadre junior: vincitore
Invercargill 2019 - Inseguimento individuale junior: 2°
Brisbane 2022 - Inseguimento a squadre: vincitore
Brisbane 2022 - Inseguimento individuale: 4°
Brisbane 2022 - Americana: 3°
Brisbane 2022 - Omnium: 4°
Brisbane 2023 - Inseguimento a squadre: vincitore
Brisbane 2023 - Americana: vincitore
Brisbane 2023 - Omnium: 4°
Brisbane 2023 - Corsa a punti: 2°
Brisbane 2023 - Americana: 2°
Brisbane 2023 - Omnium: 3°